# Albion (condado de Dane, Wisconsin)
Albion es un pueblo ubicado en el condado de Dane en el estado estadounidense de Wisconsin. En el Censo de 2010 tenía una población de 1.951 habitantes y una densidad poblacional de 21,07 personas por km².

## Geografía
Albion se encuentra ubicado en las coordenadas 42°53′56″N 89°4′42″O / 42.89889, -89.07833. Según la Oficina del Censo de los Estados Unidos, Albion tiene una superficie total de 92.58 km², de la cual 90.4 km² corresponden a tierra firme y (2.35%) 2.18 km² es agua.

## Demografía
Según el censo de 2010, había 1.951 personas residiendo en Albion. La densidad de población era de 21,07 hab./km². De los 1.951 habitantes, Albion estaba compuesto por el 98.36% blancos, el 0.21% eran afroamericanos, el 0.05% eran amerindios, el 0.15% eran asiáticos, el 0.05% eran isleños del Pacífico, el 0.26% eran de otras razas y el 0.92% pertenecían a dos o más razas. Del total de la población el 8.66% eran hispanos o latinos de cualquier raza.